# 보은 법주사 선조대왕 어필 병풍
보은 법주사 선조대왕 어필 병풍(報恩 法住寺 宣祖大王 御筆 屛風)은 충청북도 보은군 속리산면 법주사에 있는 병풍이다. 2004년 7월 9일 충청북도의 유형문화재 제238호로 지정되었다.

## 개요
조선 선조는 속리산 법주사의 부속 암자인 중사자암(中獅子菴)을 즐겨 찾았으며, 암자 남쪽에 원당(願堂)을 짓고 곡식을 하사하였다고 한다.
선조는 여러 사람에게 글씨를 하사했으며 서산대사(西山大師)에게 묵죽(墨竹)과 제찬(題讚)을 친필(親筆)하여 하사한 일도 있다고 한다.
선조대왕어필병풍은 영조 34년(1758)에 왕이 ‘신법천문도병풍(新法天文圖屛風)’을 하사할 때 '주서무일편병풍(周書無逸篇屛風)'과 함께 하사한 것으로 전해지나 기록은 찾지 못하였다.
이 병풍은 제1폭 서두에 전자(篆字)로 ‘선조대왕어필(宣祖大王御筆)’이라 표시되어 있으며 대자(大字) 연면초(連綿草)인데 더러 결자(缺字)가 있으나 유창호방(流暢豪放)한 달필(達筆)이다.
시구(詩句)의 내용으로 보아 선조가 산중에 머물 당시 노년의 외로운 분위기를 읊은 것으로 추정된다. 선조는 초서에 능했다고 하며 모두 8폭으로 한 폭당 규격은 가로 67cm, 세로 190cm이며 글씨는 초서체(草書體)의 붓글씨이고, 구성은 오언절구 네 수이다.
비록 목판본의 병풍이기는 하나 조선중기의 우리나라 목판인쇄문화와 서예사 연구에 가치가 있는 것으로 평가된다. 전체적인 보존상태는 양호한 편이다.

## 참고 자료
- 보은 법주사 선조대왕 어필 병풍 - 국가유산청 국가유산포털